# 内田魯庵
内田 魯庵（うちだ ろあん、1868年5月26日（慶応4年閏4月5日） - 1929年（昭和4年）6月29日）は、明治期の評論家、翻訳家、小説家。本名貢（みつぎ）。別号不知庵（ふちあん）、三文字屋金平（さんもんじやきんぴら）など。江戸下谷車坂六軒町（現・東京都台東区）生まれ。洋画家内田巌は長男。孫（巌の娘）に翻訳家の内田莉莎子。

## 経歴
旧幕臣の子として生まれる。はじめは政治・実業に関心を持ち、立教学校（現立教大学）や東京専門学校（現早稲田大学）などで英語を学ぶが結局どこも卒業せず、文部省編輯局翻訳係であった叔父・井上勤のもとで下訳や編集の仕事をする。生来の語学好きにより文学作品の愛読者となった。1888年（明治21年）、山田美妙の『夏木立』が刊行されると長文の批評を書き、それが巌本善治の『女学雑誌』に『山田美妙大人(うし)の小説』として掲載され、文壇にデビューした。
翌年、処女小説「藤野一本』を『都の花』に連載。同年ドストエフスキーの『罪と罰』の英訳を読んで衝撃を受け、さらに二葉亭四迷や坪内逍遥と親交を結ぶことによって文学について深く考えるようになり、尾崎紅葉、山田美妙らの硯友社の遊戯文学を批判、1894年（明治27年）に三文字屋金平の名で刊行した『文学者となる法』では当時の文壇の俗物性を皮肉った。また外面的な大文学を唱える矢野竜渓をも功利主義、娯楽主義として批判するなど、文学論争を巻き起こした。
1890年（明治23年）の春頃、森林太郎（森鴎外）の家を訪ねたが、駆出しの書生だった魯庵は夫人に謝絶され、「何の用事もありませんが、そんなら立派な人の紹介状でも貰って上りましょう、」と啖呵を切った。下宿に帰ると直ぐ「鴎外を訪うて会わず」という短文を書き、当時在籍していた国民新聞社へ宛ててポストに入れに行った。30分ほどして戻ると森林太郎の名刺と、「先刻は失礼した、宜しくいってくれ」という言置きがあったという話がある。
1892年（明治25年）、『罪と罰』（前半部分）の翻訳を刊行し翻訳家としてデビュー（英語からの重訳）。以後ヴォルテール、アンデルセン、ディケンズ、デュマ、ゾラ、モーパッサン、シェンキェヴィッチ、ワイルドなどの翻訳を発表した。トルストイ『復活』の翻訳（1905年）も有名。
1894年には三文字屋金平名義で『文学者となる法』を刊行。その一方小説にも力を入れ、知識人の内面の空白や葛藤をリアルに描いた『くれの廿八日』（『新著月刊』1898年3月）や社会各層の矛盾を風刺的に描いた『社会百面相』が刊行され、社会小説の第一人者として評価された、そのため、上層階級の性的放縦を風刺した作品『破垣』（『文芸倶楽部』1901年1月）が、風俗壊乱の口実で発禁処分をうけたこともあった。『大日本』1898年9月に評論「政治小説を作れよ」を発表した。
1901年（明治34年）、書籍部門の顧問として丸善に入社し、翌年ロンドン・タイムズ社と共同で百科事典『ブリタニカ』を販売（百科事典は夏目漱石の『吾輩は猫である』や『三四郎』にも登場する）。丸善のPR誌「学燈」の編集に晩年までたずさわり、匿名で書評や随筆を書いた。1906年（明治39年）に出版されたトルストイの翻訳『馬鹿者イワン（イワンのばか）』も同誌に連載されたものである。
晩年は、文壇の一線を退き、主に江戸文学や風俗についての考証、文壇回顧、人物評伝、随筆などを執筆した。1925年（大正14年）に刊行された『思ひ出す人々』は、政治小説の時代から二葉亭の死までの回想録で、明治文壇史についても史料的価値をもつ傑作である。
1929年（昭和4年）2月7日、『下谷広小路』の執筆中に脳溢血で倒れ失語症となり、6月29日、大腸カタルによる衰弱のため豊多摩郡代々幡町の自宅で死去。61歳没。
7月3日、青山斎場で葬儀が営まれたが、生前の希望により特定の宗教によらず友人葬として行われた。
従来、小説家としての評価は低かったが、第二次世界大戦以後はその社会小説の意味が再評価されるようになった。
画家の淡島椿岳とその養子・淡島寒月との交友により玩具・民芸品・納札・ポスターという視聴覚文化や蒐集品に目が開かれ、丸善の顧問を務めるうちに蔵書や書誌・図書館・出版事情といった文壇以外の世界に関心を拡げることになった。若い頃から知人を訪問し長話する習慣を持ち、多くの趣味の会を主催したため、人脈は多岐にわたり（林若樹・西澤仙湖・三村竹清など）博識に磨きがかけられた。本格的な芭蕉研究から、他愛もない玩具の話にいたる多彩なテーマを取り上げている。

## 主な刊行著作
- 『明治文學全集24　内田魯庵集』 稲垣達郎解説、筑摩書房、1978年、復刊2013年　ISBN 4480103244
- 『内田魯庵全集』 ゆまに書房（全17巻）、1983-1987年
- 『新編 思い出す人々』 紅野敏郎編、岩波文庫、1994年　ISBN 4003108647
- 『読書放浪　魯庵随筆』 斎藤昌三・柳田泉編、紅野敏郎解説
平凡社東洋文庫、1996年　ISBN 4582806031。ワイド版2009年
- 『明治の文学 第11巻　内田魯庵』 鹿島茂編、筑摩書房、2001年　ISBN 4480101519
- 『内田魯庵　貘の舌』 ウェッジ文庫、2009年
- 『魯庵の明治』 山口昌男・坪内祐三編、講談社文芸文庫、1997年
- 『魯庵日記』 山口昌男・坪内祐三編、講談社文芸文庫、1998年
- 『紙魚繁昌記　魯庵随筆』（正・続）、斎藤昌三編、沖積舎、2001年 - 復刻版

## 研究評伝
- 八木佐吉 編『内田魯庵書物関係著作集 第1巻』（八木佐吉、朝倉治彦、吉田悦志 解説）青裳堂書店〈日本書誌学大系5〉、1979年。
- 八木佐吉 編『内田魯庵書物関係著作集 第2巻』（八木佐吉、朝倉治彦、吉田悦志 解説）青裳堂書店〈日本書誌学大系5〉、1979年。
- 八木佐吉 編『内田魯庵書物関係著作集 第3巻』（八木佐吉、朝倉治彦、吉田悦志 解説）青裳堂書店〈日本書誌学大系5〉、1979年。
- 山口昌男 『内田魯庵山脈』 晶文社、2001年　ISBN 4794964633
  - 『内田魯庵山脈 〈失われた日本人〉発掘』 岩波現代文庫（上下）、2010年
- 野村喬 『内田魯庵伝』 リブロポート、1994年5月 -「著述集 第3巻」版も同時刊
- 木村有美子 『内田魯庵研究　明治文学史の一側面』 和泉書院「和泉選書」、2001年

### 関連文献
- 伊藤整・瀬沼茂樹『日本文壇史』講談社／改訂新版・講談社文芸文庫 - 別巻（総索引）刊
全24巻で、伊藤が第18巻まで瀬沼が引き継ぎ完結。単行版も新版刊行している。
- 木村毅『丸善外史』丸善、1969年。